# Jorge Meré
Jorge Meré Pérez est un footballeur espagnol né le 17 avril 1997 à Oviedo. Il évolue au poste de défenseur central à Cádiz CF, en prêt du Club América.

## Biographie

### En club
Lors de la saison 2015-2016, Jorge Meré fait ses débuts en première division et parvient à se consolider dans le onze initial du Sporting au poste de défenseur central. Ses bonnes performances suscitent l'intérêt du FC Barcelone.
Il est sous contrat avec le Sporting jusqu'en 2019 avec une clause libératoire de 25M€.

## Statistiques
| Saison                | Club                  | Championnat           | Championnat | Championnat | Coupe(s) nationale(s) | Coupe(s) nationale(s) | Compétition(s) continentale(s) | Compétition(s) continentale(s) | Compétition(s) continentale(s) | Total | Total |
| Saison                | Club                  | Division              | M.          | B.          | M.                    | B.                    | Comp.                          | M.                             | B.                             | M.    | B.    |
| 2014-2015             | Sporting de Gijón     | Liga Adelante         | 5           | 0           | -                     | -                     | -                              | -                              | -                              | 5     | 0     |
| 2015-2016             | Sporting de Gijón     | La Liga               | 25          | 0           | 1                     | 0                     | -                              | -                              | -                              | 26    | 0     |
| 2016-2017             | Sporting de Gijón     | La Liga               | 31          | 0           | 1                     | 0                     | -                              | -                              | -                              | 32    | 0     |
| Sous-total            | Sous-total            | Sous-total            | 61          | 0           | 2                     | 0                     | -                              | 0                              | 0                              | 63    | 0     |
| 2017-2018             | FC Cologne            | 1. Bundesliga         | 22          | 1           | 1                     | 0                     | C3                             | 3                              | 0                              | 26    | 1     |
| 2018-2019             | FC Cologne            | 2. Bundesliga         | 26          | 0           | 2                     | 0                     | -                              | -                              | -                              | 28    | 0     |
| 2019-2020             | FC Cologne            | 1. Bundesliga         | 11          | 1           | 2                     | 0                     | -                              | -                              | -                              | 13    | 1     |
| 2020-2021             | FC Cologne            | 1. Bundesliga         | 16+1        | 0+0         | 3                     | 0                     | -                              | -                              | -                              | 20    | 0     |
| 2021-2022             | FC Cologne            | 1. Bundesliga         | 8           | 0           | 1                     | 0                     | -                              | -                              | -                              | 9     | 0     |
| Sous-total            | Sous-total            | Sous-total            | 84          | 2           | 9                     | 0                     | -                              | 3                              | 0                              | 96    | 2     |
| Total sur la carrière | Total sur la carrière | Total sur la carrière | 145         | 2           | 11                    | 0                     | -                              | 3                              | 0                              | 159   | 2     |

## Palmarès

### En équipe
- Sporting de Gijón
  - LaLiga 2 :
    - Vice-champion : 2015

- FC Cologne
  - 2. Bundesliga (1) :
    - Champion : 2019

### En équipe nationale
- Espagne -19 ans
  - Championnat d'Europe -19 ans (1)
    - Vainqueur : 2015

- Espagne espoirs
  - Championnat d'Europe espoirs (1)
    - Vainqueur : 2019
    - Finaliste : 2017